# Нзерекоре (провинция)
Нзерекоре́ (фр. Nzérékoré) — регион на юго-востоке Гвинеи. Административный центр — Нзерекоре. Площадь — 37 668 км², население — 2 237 500 человек (2009 год).

## География
На северо-западе граничит с регионом Фарана, на северо-востоке с регионом Канкан, на востоке с Кот-д’Ивуаром, на юге с Либерией, на западе со Сьерра-Леоне.
Географически Нзерекоре входит в регион Лесная Гвинея.

## Административное деление
Административно провинция подразделяется на 6 префектур:
- Бейла
- Жакеду
- Лола
- Масента
- Нзерекоре
- Йому